# MDA
MDA (3,4-methylenedioxyamphetamine) este o substanță psihoactivă empatogenă și halucinogenă din familia amfetaminelor. Aceasta constituie uneori unul dintre ingredientele pastilelor de ecstasy, având însă efecte halucinogene mai pronunțate decât MDMA, în timp ce efectele empatogene sunt mai reduse în intensitate.